# ATP St. Pölten 1998
L'ATP St. Pölten 1998, noto come International Raiffeisen Grand Prix St. Polten per motivi di sponsorizzazione, è stato un torneo professionistico maschile di tennis giocato sulla terra rossa. È stata la 18ª edizione del torneo – la nona inserita nell'ATP Tour – era della categoria ATP World Series e si è svolta nell'ambito dell'ATP Tour 1998. Si è giocato dal 18 al 24 maggio 1998 allo Sportzentrum Niederösterreich di Sankt Pölten, in Austria.
È stata la quinta edizione di questo torneo giocata a Sankt Pölten, le prime nove edizioni si erano svolte a Bari, le tre iniziali facevano parte delle Challenger Series e le sei successive erano state poste sotto l'egida del Grand Prix. Prima di approdare a Sankt Pölten, il torneo era quindi stato trasferito per quattro edizioni a Genova, dove per la prima volta è stato inserito nell'ATP Tour.

## Campioni

### Singolare
Marcelo Ríos ha battuto in finale  Vincent Spadea con il punteggio di 6–2, 6–0

### Doppio
Jim Grabb /  David Macpherson hanno battuto in finale  David Adams /  Wayne Black con il punteggio di 6–4, 6–4